# Jurinea helenae
Jurinea helenae là một loài thực vật có hoa trong họ Cúc. Loài này được Sobko mô tả khoa học đầu tiên năm 1972.